# Харковски метрополитен
Харковският метрополитен (на украински: Харківський метрополітен) е една от най-натоварените метросистеми в света. Той е държавно предприятие, пълното име на експлоатиращата го организация е Государственное унитарное предприятие „Харьковский метрополитен“.

## Фотогалерия
- Вагон от модел 81-718